# Chevrotin
O chevrotin é um queijo dos departamentos de Saboia e Alta Saboia, na França. É protegido desde maio de 2002 por uma appellation d'origine contrôlée e, desde 2005, por uma denominação de origem protegida.
Os queijos chevrotin comercializados são identificados e rastreados graças a uma placa comestível de caseína inserida na crosta dos queijos. Essa placa contém a denominação chevrotin e o número de identificação do agricultor/queijeiro. É produzido pelos próprios criadores de cabra à base de leite cru de cabra. É prensado a frio. Pesa entre 250 e 350 gramas. Possui uma crosta fina branca-rosada. Possui um diâmetro de nove a doze centímetros e uma espessura de três a 4,5 centímetros.
Seu modo de produção é semelhante ao do reblochon (coagulação, recoagulação, moedura, salga, secagem, lavagem e maturação), coexistindo com este. É produzido durante o ano todo (principalmente de maio a setembro) com uma maturação de três a cinco semanas.
É elaborado desde o século XVII nos maciços pré-alpinos de Chablais, Bauges e Aravis e na região do Monte Branco. Trata-se de uma região de condições ambientais difíceis: relevo íngreme, clima úmido e solo calcário com vegetação específica da qual as cabras se nutrem.
Os requisitos da denominação de origem impõe uma produção máxima anual de oitocentos quilogramas de leite por cabra, uma pastagem em altitude conforme as condições climáticas o permitam e um mínimo de setenta por cento de forragem proveniente da zona de produção. Uma placa de caseína branca e translúcida aplicada em cada queijo garante sua autenticidade. 22 criadores de cabra são responsáveis por uma produção anual de cem toneladas (2008).